# Zagora (Nikšić)
Pour les articles homonymes, voir Zagora.
Zagora (en serbe cyrillique: Загора) est un village de l'ouest du Monténégro, dans la municipalité de Nikšić.

## Démographie

### Évolution historique de la population[1]
| 1948 | 1953 | 1961 | 1971 | 1981 | 1991 | 2003 |
| ---- | ---- | ---- | ---- | ---- | ---- | ---- |
| 186  | 179  | 158  | 121  | 96   | 60   | 20   |